# Izatha epiphanes
Izatha epiphanes là một loài bướm đêm thuộc họ Oecophoridae. Nó là loài đặc hữu của New Zealand, ở đó nó is widespread throughout the North Island.
Sải cánh dài 17–25 mm đối với con đực và 18.5–28 mm đối với con cái. Con trưởng thành bay từ cuối tháng 10 đến tháng 2.
Larvae have been reared from dead wood của Pittosporum tenuifolium and Fuchsia excorticata and dead standing wood of a Coprosma species (probably Coprosma grandifolia).